# Rivières du Sud
1882–1891
Entités précédentes :
- Sénégal et dépendances

Entités suivantes :
- Guinée française

La colonie des Rivières du Sud est une ancienne entité territoriale française d’Afrique de l’Ouest  établie en 1882. À l’origine dépendante de la colonie du Sénégal, elle se transforme en colonie autonome en 1891, puis prend le nom de Guinée française. 

## Géographie
Dépendances de la colonie du Sénégal, les Établissements français des Rivières du Sud recouvrent en 1859, la zone d'expansion coloniale qui s'étend du Sine Saloum à la Sierra Leone britannique. L'action du commandant particulier siégeant à Gorée, s'étend sur la Petite Côte, le Saloum, la Casamance, Rio Nunez, Rio Pongo et la Mellacorée. Les possessions françaises des Rivières du Sud proprement dites sont situées entre la colonie portugaise du Rio Grande au nord, l'Imamat du Fouta-Djalon à l'ouest et la colonie anglaise des Scarcies, au sud. Ces territoires sont arrosés par les rivières : Rio Cassini, Rio Coupony, Rio Nunez, Kappatchez, Condéyéri, Coundindi, Rio Pungo, Bramaya, Rio Dubréca, Tanéney, Manéah, Morébayah, Béreiré, Forécariah, Tanah et Mellacorée.

## Histoire
Au XVe siècle, les navigateurs portugais sont les premiers à établir des comptoirs, sur les côtes de l'embouchure du fleuve Sénégal au Cabo Ledo, ils appellent cet espace Guine de Cabo Verde puis Grande Guiné.
À partir du XVIIe siècle, l'aire d'influence des compagnies portugaises et espagnoles se réduit, les compagnies à chartes anglaises, hollandaises et françaises entrent en concurrence pour le contrôle du commerce des esclaves. Les Anglais s'emparent du site de Freetown en 1787. Des comptoirs français, anglais et américains s'installent sur les rives du Rio Nunez.
Après la signature d'un traité avec le roi des Landouman en 1839, en janvier 1866, la France occupe militairement Boké (Rio Nunez). Le 15 février 1876, le roi du Rio Pongo, John Katty, reconnait le protectorat français. La colonisation française s'appuie sur les trois postes de Boké (Rio Nunez), Boffa (Rio Pongo) et Benti (Mellacorée). Le 20 juin 1880 est signé un traité avec Balé Demba, roi de Dubréka, qui établit un protectorat de la France sur ce royaume. Ce traité permet un début de continuité entre les points d'appui français de Boffa et de Mellacorée et prépare l'installation de la France à Conakry (cession d'un terrain sur l'île de Tombo le 1er février 1885).
La création de la colonie française intervient en prélude à la conférence de Berlin de 1884 et dans un contexte de pause de l'expansion impériale française. Par décret du 10 octobre 1882, les Rivières du Sud  sont érigées en colonie, administrée par un lieutenant-gouverneur sous l’autorité du gouverneur du Sénégal. Le docteur Jean-Marie Bayol en est le premier lieutenant-gouverneur, assurant sa direction avec de larges pouvoirs dépassant le cadre des rivières du sud. En 1886, les Établissements français de la Côte de l’Or et les Établissements du golfe du Bénin y sont rattachés. Elle devient colonie des Rivières du Sud et dépendances et obtient son autonomie face à l'administration centrale du Sénégal en 1889, elle est alors dirigée par le lieutenant-gouverneur en poste à Conakry.
En mars 1893, la colonie des Rivières du Sud devient la colonie indépendante de  Guinée française et dépendances avec un gouverneur siégeant à Conakry. Y sont rattachés, un résident pour la Côte de l’Or française et un lieutenant-gouverneur pour les Établissements français du Bénin.

## Administration
De 1882 à 1893, les administrateurs coloniaux sont responsables des Rivières du Sud.
| Période                                        | Titulaire                                   | Notes                          |
| ---------------------------------------------- | ------------------------------------------- | ------------------------------ |
| Territoires des Rivières du Sud et dépendances |                                             |                                |
| 12 octobre 1882 au 2 novembre 1900             | Jean-Marie Bayol, lieutenant-gouverneur     |                                |
| 29 juin 1886 au 12 mars 1889                   | Noël Ballay, lieutenant-gouverneur          | de la Côte de l'Or et du Gabon |
| 12 mars 1889 au 1er juin 1894                  | Charles de Chavannes, lieutenant-gouverneur | de la Côte de l'Or et du Gabon |
| 22 décembre 1891 au 22 juillet 1892            | Noël Eugène Ballay,                         |                                |
| 22 juillet 1892 à avril 1893                   | Paul Jean François Cousturier,              | intérim de Ballay              |